# Abruptum
Abruptum es el proyecto experimental en solitario de black metal de Patrik Niclas Morgan Håkansson (también conocido como Evil). Fue formada como una banda en Suecia en 1989 por Tony Särkkä (también conocido como IT), Jim Berger (también conocido como All) y Ext. (en el anonimato). El concepto de la banda se formó en 1987 pero no fue hasta 1990 cuando comenzó a grabar sus primeros demos. Después del lanzamiento del primer demo la banda despidió a Ext. que era el bajista.
En 1991 salió un EP simplemente llamado Evil, en el cual abandonaron su sonido primario de death metal para orientarse hacia un black metal vanguardista, atonal, ambiental y electrónico. Pero después de su primer álbum de estudio, All empezó a beber en exceso y se vio obligado a dejar la banda y contrataron a Morgan Steinmeyer Håkansson (Evil) de Marduk. En ese tiempo se formó un proyecto en paralelo llamado Vondur. Abruptum firmó un contrato con la discografía Deathlike Silence de Euronymous de Mayhem, en el que lanzaron 2 álbumes pero en 1993 fue asesinado por Varg Vikernes de Burzum, IT dejó la banda y la escena del Black metal a causa de varias amenazas a él y a su familia. Evil se quedó en Abruptum y publicó los discos con su propia discografía Blooddawn Productions hasta 2005 cuando anunció que la banda dejaría de existir.

## Miembro
- Evil (Patrik Niclas Morgan Håkansson) - Piano, voz, guitarra, bajo, batería, teclado y sintetizador (1993–1995, 2000–2005, 2008–presente)

## Música Temas y Estilo
Al principio el estilo de Abruptum es Black metal y Dark Ambient, en las grabaciones se oyen gritos que supuestamente la banda se cortaba pero eso no ha sido verificado. Después de que IT dejó la banda, Evil la cambió a un estilo Dark Ambient y se alejó del sonido del metal.

## Después de la disolución
IT trabajó con una banda llamada (Total) war, All tocó con Ophthalamia que más tarde se disolvió y Evil sigue trabajando con Marduk.

## Exmiembros
- IT (Särkkä Tony) - Voz, guitarra, bajo, batería y violín (1989-1996).
- All (Jim Berger) - Voz (1991-2005).
- Ext. - bajo (1990).

## Discografía
- Abruptum (Demo, 1990)
- The Satanist Tunes (Demo, 1990)
- Evil (7" EP, 1991)
- Orchestra of Dark (Igual que 'The Satanist Tunes' pero con un adicional 'Outro' añadido, 1991)
- Obscuritatem Advoco Amplectere Me (Deathlike Silence Productions, 1993)
- In Umbra Malitae Ambulabo, In Aeternum In Triumpho Tenebrarum (Deathlike Silence Productions, 1994)
- Evil Genius (Los 2 primeros demos y 7" EP en un CD)
- Nordic Metal: A Tribute To Euronymous (Contribución en: 'De Profundis Mors Vas Cousumet', 1995)
- Vi Sonas Veris Nigrae Malitiaes (Full Moon Productions, 1996)
- De Profundis Mors Vas Cousumet (canción 'Nordic Metal' más 2 canciones inéditas); Blooddawn Productions, 2000)
- Casus Luciferi (Blooddawn Productions, 2004)
- Maledictum (EP) (Blooddawn Productions, 2010)
- Potestates Apocalypsis (Blooddawn Productions, 2010)
- Gehinnom (Blooddawn Productions, 2011) ("Última grabación")